# Rodolphe Ghiglione
Rodolphe Ghiglione (Briga Marittima, 28 marzo 1941 – Parigi, 19 ottobre 1999) è stato uno psicologo francese e fondatore e direttore del Speech Research Group (GRP), un laboratorio di ricerca di psicologia sociale presso l'Università di Parigi 8.
È stato autore di numerose opere di riferimento in psicologia sociale, sociologia e analisi del discorso.
I suoi principali contributi scientifici riguardano tre assi di ricerca :
- La teoria del contratto di comunicazione.
- L'impatto degli indicatori linguistici sull'attività di pensiero e comunicazione.
- Metodi di contenuto o analisi del parlato.

Secondo Jean-François Richard, Rodolphe Ghiglione " [...] ha subito percepito il ruolo centrale del linguaggio nella psicologia sociale [...] il linguaggio non è un semplice veicolo di comunicazione che trasmette in modo trasparente intenzioni e significati. Il linguaggio è opaco, è un oggetto che manipoliamo, uno strumento che utilizziamo per esercitare un'azione sull'altro".

## Una personalità impegnata nelle istituzioni
Oltre alle sue attività scientifiche, Rodolphe Ghiglione è stato anche ampiamente coinvolto in varie istituzioni, è stato Segretario Generale della Società Francese di Psicologia (1981-1985), Presidente dell'Associazione Nazionale di Organizzazioni psicologiche (ANOP) (1985-1989), Vicepresidente del consiglio di amministrazione dell'Università di Parigi 8 (1998-2000), Direttore dell'UFR di psicologia dell'Università di Parigi 8 (1974-1984, 1986-1991) e Direttore dell'Istituto di istruzione a distanza (IED) sin dalla sua creazione nel 1997.

## La teoria del contratto di comunicazione
Secondo Alain Blanchet, citando il lavoro di Rodolphe Ghiglione e del suo team , la teoria del Contratto di Comunicazione "[...] si esprime nel fatto che ogni soggetto che comunica delinea, spesso senza saperlo, un sistema di regole latenti con il suo interlocutore reale o potenziale che specificano la comunicazione e ne gestiscono l'andamento”. Per Ghiglione infatti “[...] comunicare è co-costruire una realtà con l’aiuto di sistemi di segni accettando un certo numero di principi che permettono lo scambio ed un certo numero di regole che lo gestiscono”.
Questa teoria si ispira alla pragmatica linguistica, concentrandosi sulla negoziazione nel quadro di un contratto implicito tra diversi interlocutori. Ghiglione ei suoi colleghi dimostrano che ci possono essere delle "modifiche" in questo contratto ma che esistono ancora alcuni vincoli, che implicano un accordo preventivo, essenziale per lo scambio verbale di parole o idee tra individui.

## Metodi di contenuto o analisi del parlato
Rodolphe Ghiglione e il suo team hanno sviluppato l'APD e l'ACD, due teorie sull'analisi dei contenuti, relativamente diffuse nel campo universitario francofono dagli anni novanta. Queste teorie hanno fornito due metodi (omonimi) che sono ispirati (tra gli altri) dalla linguistica e vanno ben oltre il quadro della psicologia sociale :

### Analisi del discorso proposizionale (ADP)
L'analisi del discorso proposizionale è stata sviluppata per rimuovere alcuni pregiudizi dalle analisi dei contenuti tematici, in particolare la definizione arbitraria di unità di codifica e la scelta soggettiva degli indicatori utilizzati per l'interpretazione.
Il PDA si basa su una divisione del testo in proposizioni grammaticali, la classificazione semantica delle parole dei testi (in sei categorie principali : nomi, verbi, connettivi, avverbi, aggettivi e pronomi), l'identificazione di classi paradigmatiche che raggruppano gli stessi oggetti (chiamati "referenti fondamentali") e la modellazione di proposizioni sotto un formalismo semplificato (chiamato "modello argomentativo").

### Analisi cognitivo-discorsiva (ACD)
L'analisi cognitivo-discorsiva è un'estensione dell'APD, che include anche i contributi dell'Analisi propositiva predittiva (APP) (sviluppata da T.A. Van Dijk e Walter Kintsch), combinando i due metodi in un approccio unificato. Ciò consente di tenere conto di alcuni aspetti psicolinguistici che non sono stati trattati dall'APS.
L'ACD si basa su un insieme di "regole che consentono di identificare le proposizioni importanti ... chiamate Struttura fondamentale del significato (SFS) " escludendo "qualsiasi proposizione aneddotica (...) che non partecipa alla coerenza complessiva del testo "e conservando ogni proposta che introduca un tema o dei personaggi principali o che partecipi allo svolgersi della storia.

## Pubblicazioni

### Autore
- Perception de soi et perception d'autrui chez les adolescents. Enquěte en France et en Grèce (1970). Rodolphe Ghiglione e Jean-Léon Beauvois. International Journal of Psychology, 1464-066X, vol. 5, p. 123-134.
- Recherches sur les attitudes paradigmatiques et syntagmatiques (1970). Rodolphe Ghiglione e Jean-Léon Beauvois. Journal de psychologie normale et pathologique, 2, pp. 171-184
- Attitudes psycholinguistiques et perception des mots (1974). Rodolphe Ghiglione e Jean-Léon Beauvois. Journal de psychologie normale et pathologique, 2, pp. 170-180
- Les enquêtes sociologiques (1978). Rodolphe Ghiglione e Benjamin Matalon. Armand Colin. ISBN 2200310463
- Conception de la lumière chez l'enfant de 10-12 ans (1980). Rodolphe Ghiglione. Revue française de pédagogie. n° 50, pp. 24-41
- Manuel d'analyse de contenu (1980). In coll. con J.L. Beauvois, A. Trognon, e C. Chabrol. Armand Colin. ISBN 2200310471
- L'homme et son langage: attitudes et enjeux sociaux (1980). In coll. con J.L. Beauvois. Presses Universitaires de France (Presses universitaires de France). ISBN 2130367305
- Analyse propositionnelle et modèles argumentatifs (1982). Rodolphe Ghiglione. Connexions. n° 38, pp. 89-106
- Les Dires analysés: l'analyse propositionnelle du discours (1985). In coll. con B. Matalon e N. Bacri. Presses universitaires de Vincennes. ISBN 2-903981-26-4
- L'homme communiquant (1986), Rodolphe Ghiglione (Ed) Armand Colin. ISBN 2200312245
- Je vous ai compris ou l'analyse des discours politiques (1989) Rodolphe Ghiglione (Ed) Armand Colin. ISBN 9782200312503
- La comunicazione é un contratto (1988). Rodolphe Ghiglione. Liguori, Napoli. ISBN 8820716003
- Analyse de contenu et contenus d'analyses (1991). Rodolphe Ghiglione e Alain Blanchet. Dunod. ISBN 2100000683
- Les techniques d'enquête en sciences sociales (1992). Alain Blanchet, Rodolphe Ghiglione, Jean Massonnat, Alain Trognon. Dunod. ISBN 9782100490363
- Où va la pragmatique? De la pragmatique à la psychologie sociale (1993). In coll. con A. Trognon. Presses Universitaires de Grenoble (PUG). ISBN 2706105372
- Opérateurs de dénotation, opérateurs d'expression, opérateurs de négociation (1994). Rodolphe Ghiglione. Verbum. no 2, pp. 109-197, pp. 139-157. ISSN 0182-5887 (WC · ACNP)
- L'analyse cognitivo-discursive (1995). con C. Kekenbosch e A. Landré, Presses Universitaires de Grenoble ISBN 9782706106514
- The intralocutor's diatextual frame, (1995), G. Mininni, Rodolphe Ghiglione e E. Sales-Wuillemin, Journal of Pragmatics, 24 (5), 471-487
- (co-dir.) Paroles en images, images de parole (1997) con Patrick Charaudeau, Didier-Érudition. ISBN 9782864603641
- La parole confisquée, un genre télévisuel: le talk-show (1997). Charaudeau Patrick, Ghiglione Rodolphe (dir.) Dunod. ISBN 2100030132
- (coll.) L'analyse automatique des contenus (1998) Dunod. ISBN 9782100034680
- Discours politique et télévision (1998), avec Bromberg, PUF. ISBN 2130488897
- Les métiers de la psychologie (1998). Dunod. ISBN 9782100035724
- La pensée, le langage et la catégorie (1999). Psychologie Française, 44 (1), 19-32.

### Editore
- Cours de psychologie (sei volumi). In collaborazione con Jean-François Richard. Dunod. ISBN 2100010018 e seguenti
- Traité de psychologie cognitive (due volumes). In collaborazione con Claude Bonnet e Jean-François Richard. Dunod. ISBN 9782100078448

## Attività editoriali
- Ideatore e regista della serie Psychologie nella collezione U di Armand Colin (1984-1992).
- Ideatore e regista della serie Dunod Société dell'editore Dunod (1992-1996).
- Codirettore del Revue Internationale de Psychologie Sociale (R.I.P.S.)[17]
- Redattore capo di Psychologie Française (1994-1999).